# Audrey’s Children
Audrey’s Children ist ein Filmdrama von Ami Canaan Mann. Es handelt sich dabei um eine Filmbiografie über die Ärztin Audrey Evans, eine der Pionierinnen des US-amerikanischen Gesundheitswesens und Mitbegründerin der Ronald McDonald House Charities. Die Britin war als Leiterin der pädiatrischen Onkologie am Kinderkrankenhaus von Philadelphia tätig. Gespielt wird sie von der Britin Natalie Dormer. Die US-Amerikaner Clancy Brown, Jimmi Simpson und Brandon Micheal Hall sind in den Rollen ihrer männlichen Kollegen zu sehen. Der Film feierte im Juni 2024 beim Tribeca Film Festival seine Premiere und kam Ende März 2025 in die US-Kinos.

## Handlung
Die unkonventionelle britische Onkologin Doktor Audrey Evans kommt im Jahr 1969 in das Kinderkrankenhaus von Philadelphia und entdeckt bahnbrechende Methoden, um die Leben ihrer kleinen Patienten zu retten, die bis dahin fast alle gestorben waren. Evans forschte zuvor in Großbritannien und wurde von keinem geringeren als dem weltberühmten Kinderchirurgen Doktor C. Everett Koop eingestellt. Sie ist die erste Chefärztin der Onkologie und muss viel Häme und mangelnde Unterstützung seitens ihrer männlichen Kollegen ertragen. In Doktor Dan D'Angio und Doktor Brian Faust findet sie jedoch Verbündete bei der Entwicklung des ersten Neuroblastom-Staging-Systems, das die Zahl der Todesfälle bei krebskranken Kindern deutlich reduziert. Sie helfen ihr auch dabei, weitere Daten für ihre Forschung zu sammeln.
Weil Evans davon überzeugt ist, dies werde ihren kleinen Patienten bei ihrer Genesung helfen, macht sie sich auf die Suche nach Unterbringungsmöglichkeiten für deren Familienmitglieder.

## Biografisches
Die Kinderonkologin Audrey E. Evans wurde 1925 im englischen York geboren und besuchte die medizinische Fakultät des Royal College of Surgeons in Edinburgh. Im Jahr 1953 erhielt sie ein Fulbright-Stipendium und reiste nach Boston, um mit Sidney Farber am Boston Children’s Hospital zu arbeiten. Dort führte sie bahnbrechende Studien zum Neuroblastom durch, einem Krebs unreifer Nervenzellen, der die häufigste Krebsart bei Säuglingen ist.

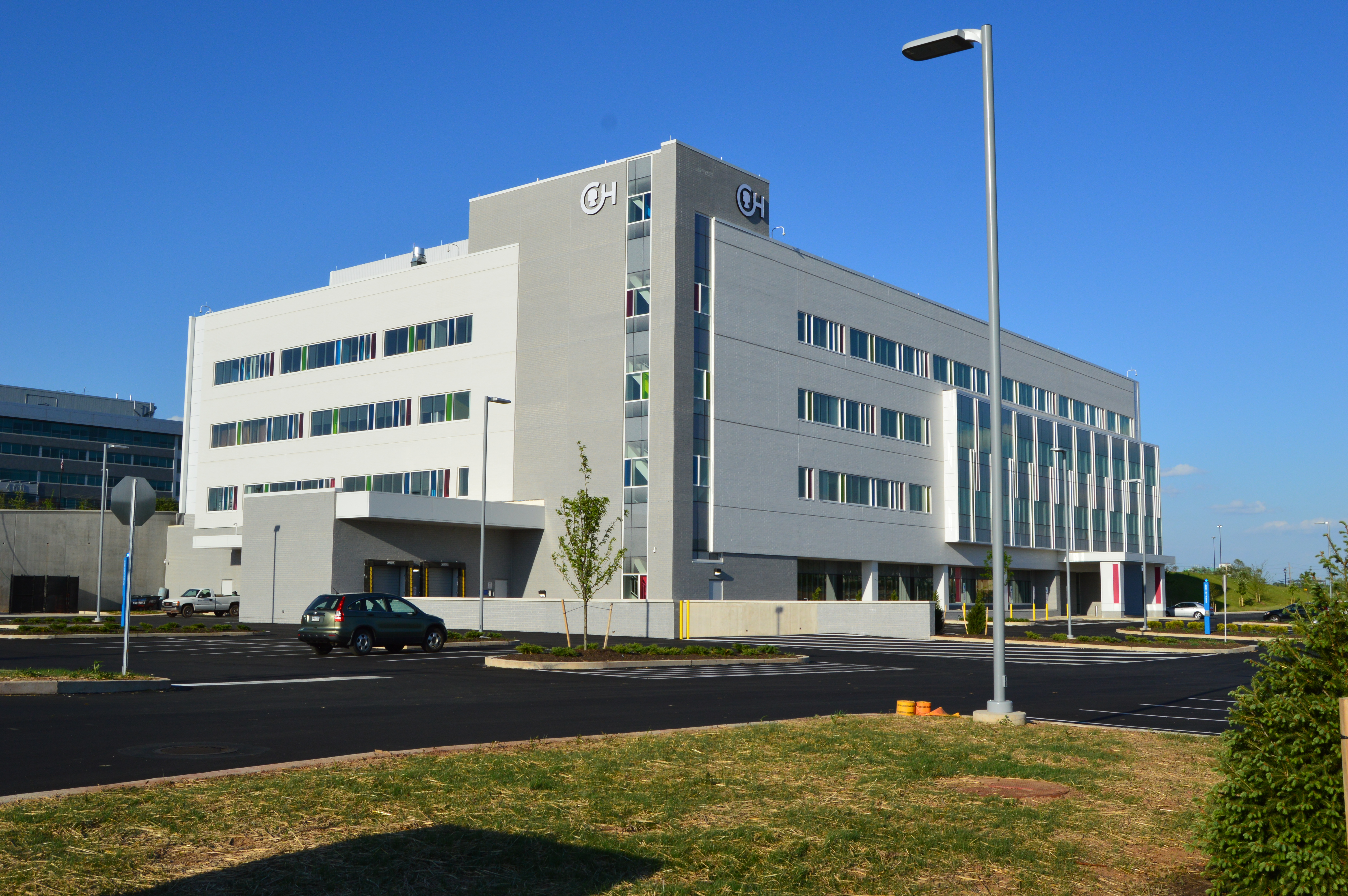
Audrey Evans und C. Everett Koop arbeiteten beide in den 1970er Jahren für das Children’s Hospital of Philadelphia

Im Jahr 1964 kam Evans als Leiterin der Abteilung für Hämatologie und Onkologie an die University of Chicago. Fünf Jahre später wurde sie vom späteren Surgeon General C. Everett Koop angeworben, um Direktorin und Chefin der Abteilung für Onkologie am Children’s Hospital of Philadelphia (CHOP) zu werden. Zu dieser Zeit war C. Everett Koop Chefchirurg des Kinderkrankenhauses. Dort entwickelte sie das heute als Evans-Staging-System bekannte Protokoll zur Beurteilung von Neuroblastomen. Das Staging-System half den Ärzten zu bestimmen, welche Patienten Chemotherapie und Bestrahlung benötigten und welchen die Behandlungen mit ihren schwerwiegenden Nebenwirkungen erspart bleiben konnten. In den 1970er Jahren rief Evans außerdem die Konferenz „Advances in Neuroblastoma Research“ ins Leben. Ihre Arbeit trug wesentlich zum Fortschritt im Kampf gegen diese Krankheit bei. Im Laufe ihrer Karriere sank die Zahl der Todesfälle durch Neuroblastome um die Hälfte, und heute überleben etwa 80 Prozent der Kinder, bei denen diese Krebsart diagnostiziert wird.
Während ihrer gesamten Tätigkeit als Ärztin war Evans auch das Wohlergehen der Familien ihrer kleinen Patienten sehr wichtig. Ihre Idee war es, Familien mit Kindern in Langzeitpflege kostenlos eine Unterkunft zur Verfügung zu stellen. 1974 war sie Mitbegründerin des ersten Ronald McDonald Hauses in Philadelphia, das aus dieser Idee heraus entstand. Heute gibt es weltweit 380 Ronald McDonald Häuser. In Deutschland werden sie von der McDonald’s Kinderhilfe betrieben. Diese dienen solchen Familien als Bleibe, deren Kinder eine Langzeitpflege benötigen.
Evans starb im September 2022 im Alter von 97 Jahren. Der Film entstand mit ihrer Zustimmung.

## Produktion

### Filmstab und Aufbau
Regie führte Ami Canaan Mann. Sie ist Tochter des Regisseurs Michael Mann. Zuvor war sie überwiegend für Fernsehserien tätig. Zu ihren bekannteren Filmen gehören Texas Killing Fields – Schreiendes Land von 2011 und Love Me Like You Do – Aus Schicksal wird Liebe von 2014. Das Drehbuch schrieb die überwiegend als Filmproduzentin tätige Julia Fisher Farbman. Auch bei Audrey’s Children fungierte Fisher Farbman neben Bradley Gallo und Michael A. Helfant als Produzentin.
Im Abspann ist eine aufgezeichnete Botschaft der echten Dr. Audrey Evans zu hören.

### Besetzung und Dreharbeiten

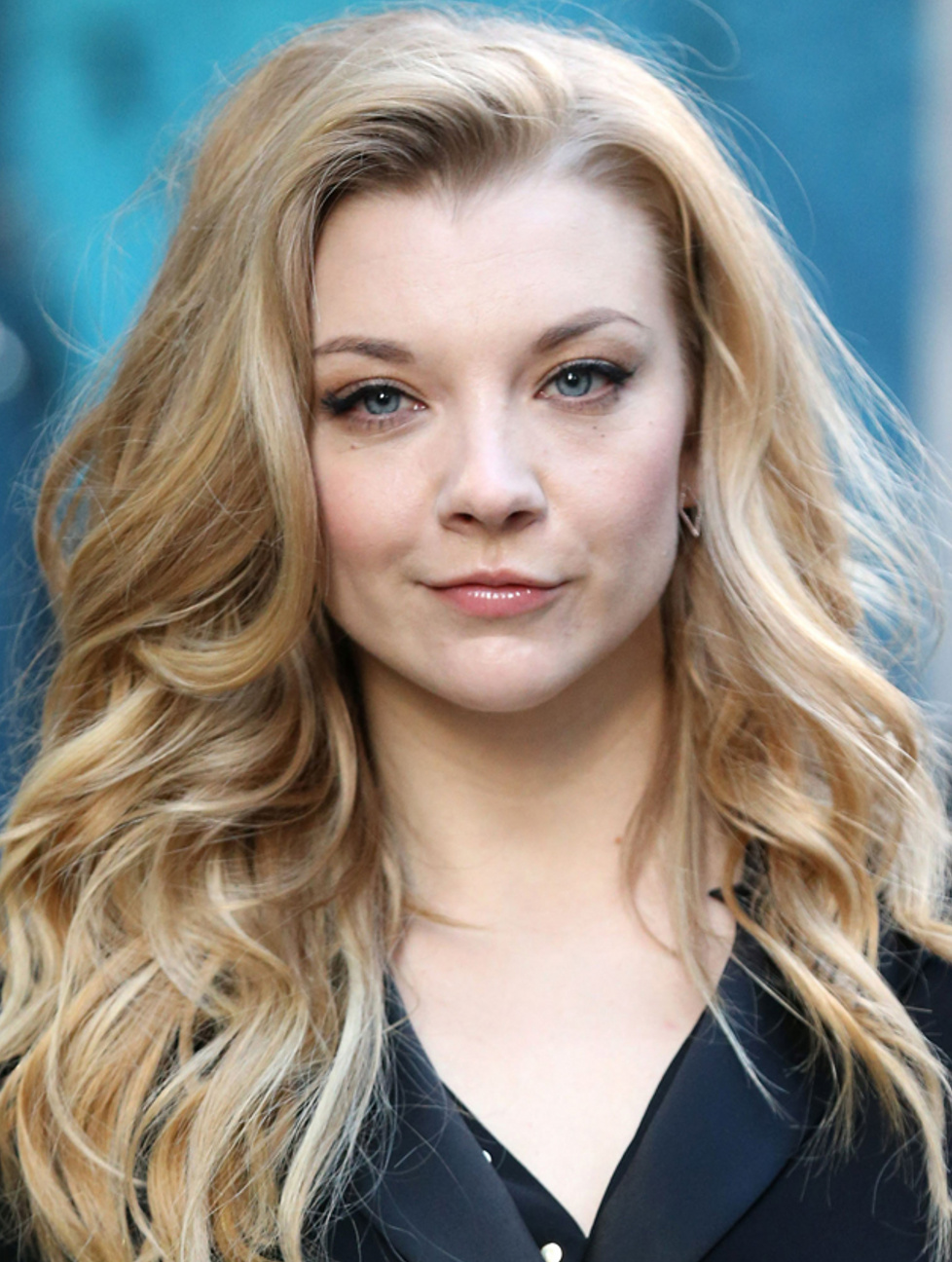
Natalie Dormer spielt die neue Chefärztin Audrey Evans

Die Britin Natalie Dormer, bekannt aus der Rolle der Margaery Tyrell in Game Of Thrones, spielt in der Titelrolle die Onkologin Audrey Evans. In weiteren Rollen sind die US-Amerikaner Clancy Brown als ihr Chef Dr. Everett Koop, Jimmi Simpson als Dr. Dan D'Angio und Brandon Micheal Hall als Dr. Brian Faust zu sehen. Evelyn Giovine spielt Kate Watson, eine alleinerziehende Mutter, die mit ihrem Kleinkind in das Krankenhaus kommt. Die Nachwuchsdarstellerin Julianna Layne spielt ihre kleine, im Sterben liegende Patientin Mia McAlister. Das Casting übernahm Orly Sitowitz.
Das Szenenbild gestaltete Amber Unkle. Die Dreharbeiten fanden in den Herbst 2022 hinein zu einem Großteil an Originalschauplätzen in Philadelphia und Chester statt und wurden Ende November 2022 beendet. Als Kameramann fungierte Jon Keng. Er wurde in Singapur geboren, ist Absolvent des American Film Institute Conservatory und arbeitet von Los Angeles aus.

### Filmmusik und Veröffentlichung
Die Filmmusik komponierte die Kanadierin Genevieve Vincent. Das Soundtrack-Album mit insgesamt 17 Musikstücken wurde Anfang Juni 2025 von Settings als Download veröffentlicht.
Die Premiere des Films war am 5. Juni 2024 beim Tribeca Film Festival. Im Oktober 2024 wurde er beim Philadelphia Film Festival gezeigt und Ende Oktober 2024 beim Austin Film Festival. Vier Jahre zuvor wurde Fisher Farbman dort für ihr Drehbuch mit dem Drama Feature Screenplay Award ausgezeichnet. Der US-Kinostart war am 28. März 2025. Seit 6. Mai 2025 ist Audrey’s Children auch als Video-on-Demand verfügbar. Im Juni 2025 wird der Film beim Bentonville Film Festival gezeigt.

## Rezeption

### Kritiken
Bei Rotten Tomatoes sind 89 Prozent der aufgeführten Kritiken positiv.

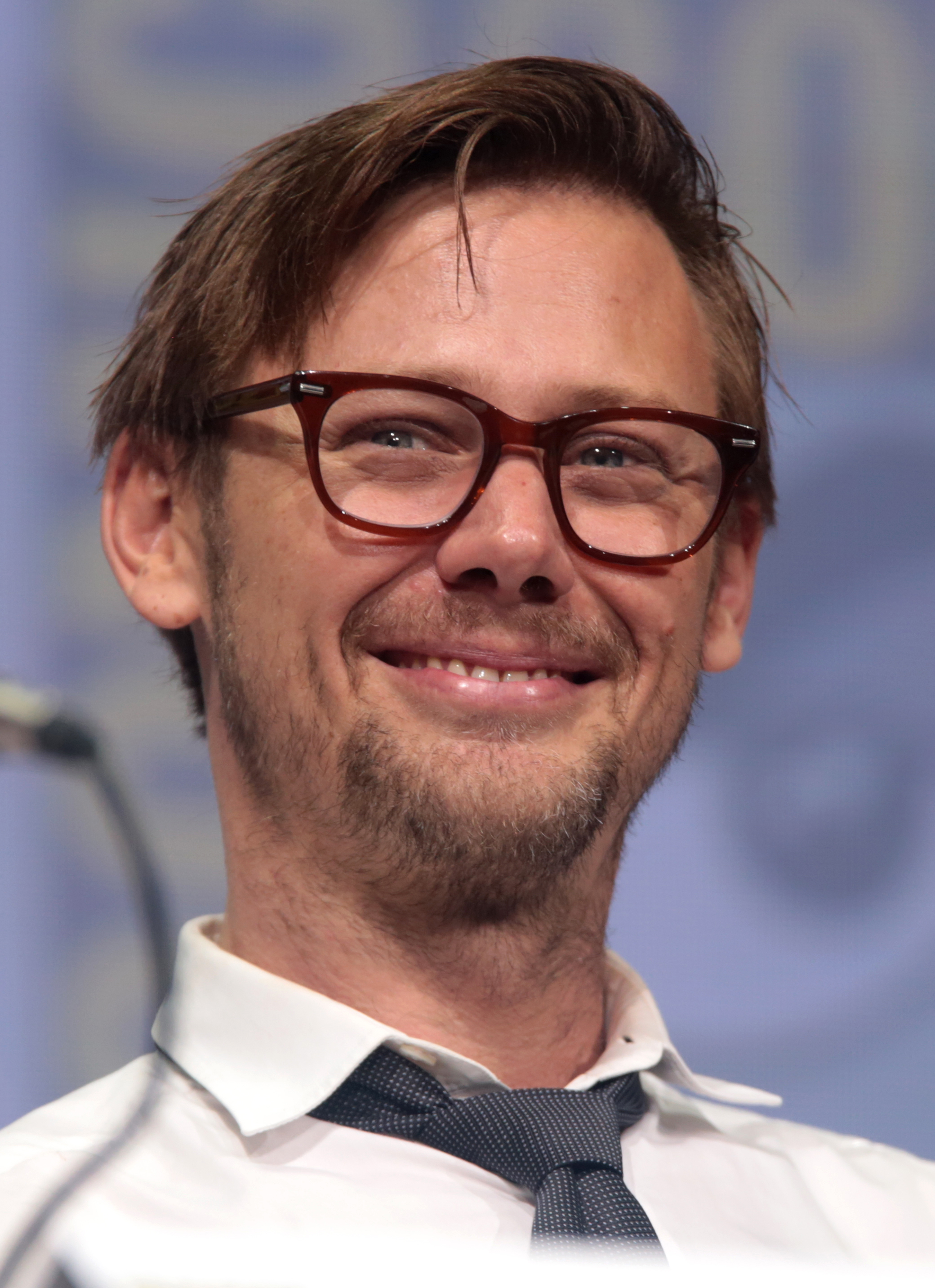
Jimmi Simpson spielt Evans' Unterstützer Dr. Dan D'Angio

Lauren LaMagna beschreibt Audrey Evans in ihrer Kritik für nextbestpicture.com als die „Mary Poppins der Medizin“. Weil das Publikum aufgrund Natalie Dormers Darstellung sofort mit ihr mitfiebert, könne es auch den medizinischen Fachjargon und die wissenschaftlich fundierten Szenen des Films gut überstehen, auch wenn dieser möglicherweise nicht für Menschen geeignet sei, die sich nicht mit Immunologie, Biologie oder Medizin im Allgemeinen auskennen. Zu den eindringlichsten Szenen gehören für LaMagna solche, in denen Eltern mit niederschmetternden Diagnosen und Prognosen konfrontiert werden und sich fragen müssen, ob sie lebensrettende Behandlung ihres Kindes überhaupt bezahlen können.
Eine Kritik bei kaplanvskaplan.com erklärt, auch wenn der Film manchmal nur schwer zu ertragen ist, gebe es auch heitere Momente, so das Gespräch von Evans mit einem widerwärtigen Hausbesitzer beim Aushandeln eines Kaufes. Neben Dormer seien weitere herausragende Darsteller Jimmi Simpson als Dr. Dan D'Angio und Brandon Micheal Hall als Dr. Brian Faust, die Evans bei ihren oft unerlaubten Forschungsarbeiten unterstützten.

### Auszeichnungen
Austin Film Festival 2020
- Nominierung für den Drama Feature Screenplay Award (Julia Fisher Farbman)

Tribeca Film Festival 2024
- Auszeichnung als Bester Film mit dem Tribeca X Award (Ami Canaan Mann)[11]